# Gioan Đỗ Văn Ngân
Gioan Đỗ Văn Ngân (sinh ngày 7 tháng 6 năm 1953) là một giám mục Công giáo người Việt Nam. Ông hiện giữ chức giám mục chính tòa Giáo phận Xuân Lộc và Chủ tịch Ủy ban Giáo lý Đức tin trực thuộc Hội đồng Giám mục Việt Nam. Khẩu hiệu giám mục của ông là "Tựa vào lòng Chúa Giêsu".
Giám mục Ngân sinh tại Ninh Bình và mồ côi cha từ nhỏ. Sau quá trình đào tạo tại một chủng viện và Giáo hoàng Học viện, ông được thụ phong linh mục vào năm 1992. Sau khi được truyền chức, tân linh mục đảm nhận vai trò linh mục phó xứ Ninh Phát trong vòng hai năm và sau đó trở thành linh mục chính xứ này trong giai đoạn từ năm 1994 đến năm 2005. Về mục vụ giáo xứ, linh mục Ngân cũng từng đảm nhiệm vai trò linh mục quản nhiệm giáo xứ Suối Tre.
Năm 2006, linh mục Đỗ Văn Ngân được cử đi du học tại thủ đô Manila của Philippines và tốt nghiệp với văn bằng Cao học Triết học. Về Việt Nam, ông được chọn làm Phó Giám đốc Đại chủng viện Thánh Giuse Xuân Lộc và sau đó là tổng đại diện Giáo phận Xuân Lộc.
Năm 2017, giáo hoàng bổ nhiệm ông làm giám mục phụ tá Giáo phận Xuân Lộc. Lễ tấn phong diễn ra vào ngày 1 tháng 6 cùng năm. Đỗ Văn Ngân là vị giám mục Việt Nam đầu tiên là một võ sư Taekwondo nhất đẳng huyền đai. Ngoài cương vị giám mục, ông còn đảm trách chức vụ Chủ tịch hội đồng quản trị Trường Cao đẳng Hòa Bình Xuân Lộc – trường cao đẳng Công giáo đầu tiên và duy nhất tại Việt Nam kể từ sau năm 1975.
Ngày 16 tháng 1 năm 2021, Đại diện Tòa Thánh không thường trú tại Việt Nam Marek Zalewski thông báo Giáo hoàng Phanxicô đã chấp thuận đơn từ nhiệm của Giám mục chính tòa giáo phận Xuân Lộc Giuse Đinh Đức Đạo, đồng thời bổ nhiệm Giám mục phụ tá Gioan Đỗ Văn Ngân làm Giám mục chính tòa, trở thành giám mục chính tòa thứ 6 của giáo phận Xuân Lộc.

## Thân thế và tu tập
Gioan Đỗ Văn Ngân sinh ngày 7 tháng 6 năm 1953 tại làng Huệ Địch, xã Xuân Chính, huyện Kim Sơn, tỉnh Ninh Bình, thuộc giáo họ Huệ Địch, giáo xứ Cách Tâm (nay thuộc giáo xứ Xuân Hồi), giáo phận Phát Diệm. Mẹ là bà Têrêsa Tạ Thị Ngọt (1930–2023), là giáo dân giáo xứ Kim Thượng, hạt Gia Kiệm, thuộc Giáo phận Xuân Lộc. Theo Đỗ Văn Ngân, cha qua đời khi ông mới ba tháng tuổi nên ông chưa bao giờ được thấy mặt thân phụ của mình. Mẹ ông kể từ thời điểm này đã duy trì đời sống đơn thân. Ông có một người anh tên Đỗ Văn Phát, sinh năm 1950. Sau cuộc di cư năm 1954, gia đình cậu bé Ngân đến định cư tại Gia Kiệm, Đồng Nai, thuộc giáo xứ Kim Thượng.
Lên 10 tuổi, cậu dự thi vào Tiểu chủng viện Thánh Giuse Sài Gòn nhưng một năm sau đó, Đỗ Văn Ngân mới được tuyển. Cậu đã theo học tại đây trong giai đoạn từ năm 1965 đến năm 1973. Cậu là nghĩa tử của linh mục Giuse Tô Ngọc Liên.  Trong thời gian này, mẹ cậu thường bắt xe đi một quãng đường hơn 70 km từ Đồng Nai đến Sài Gòn một tuần hai lần để thăm con; hành trang bà mang theo là đồ ăn và trái cây sau vườn nhà. Từ năm 1973, chủng sinh Đỗ Văn Ngân theo học các khóa học triết học và thần học tại Giáo hoàng Học viện Thánh Piô X Đà Lạt cho đến năm 1977 khi học viện bị giải tán. Ông là bạn học cùng lớp với nguyên Giám mục phụ tá Giáo phận Xuân Lộc Tôma Aquinô Vũ Đình Hiệu–nay là giám mục chính tòa Giáo phận Bùi Chu, Giám mục Giáo phận Kon Tum Aloisiô Nguyễn Hùng Vị và Giám mục Giáo phận Đà Lạt Đa Minh Nguyễn Văn Mạnh tại Giáo hoàng Học viện Thánh Piô X từ năm 1973 đến năm 1977.

## Linh mục
Ngày 14 tháng 1 năm 1992, Đỗ Văn Ngân được truyền chức linh mục tại Giáo phận Xuân Lộc. Sau khi được thụ phong, giám mục Giáo phận Xuân Lộc bổ nhiệm tân linh mục Ngân đảm trách cương vị linh mục phó giáo xứ Ninh Phát. Ông giữ chức vụ phó xứ đến năm 1994, sau đó được bổ nhiệm làm linh mục chính xứ Ninh Phát và giữ chức vụ này đến năm 2005. Trong khoảng thời gian này, ông đã có công hoàn tất việc xây dựng nhà thờ mới cho giáo xứ do linh mục tiền nhiệm Mátthêu Phạm Hảo Kỳ khởi công vào năm 1992.
Từ năm 1995 đến năm 2005, linh mục Ngân là công chứng viên tòa án hôn phối Giáo phận Xuân Lộc. Năm 1998, ông nhận tấm bằng Cử nhân Văn học tại Trường Đại học Khoa học Xã hội và Nhân văn Thành phố Hồ Chí Minh. Từ năm 2005 đến năm 2006, linh mục Ngân đảm trách nhiệm vụ Giáo sư Đại chủng viện và quản nhiệm giáo xứ Suối Tre.
Năm 2006, Đỗ Văn Ngân du học Philippines tại Đại học Santo Tomas (Thánh Tôma), Manila và nhận văn bằng Cao học Triết học năm 2010. Sau đó, ông hồi hương và đảm trách vai trò Phó Giám đốc Đại chủng Viện, đặc trách phân ban triết học tại Đại chủng viện Thánh Giuse Xuân Lộc. Ngày 10 tháng 6 năm 2016, tân Giám mục chính tòa Giáo phận Xuân Lộc Giuse Đinh Đức Đạo bổ nhiệm linh mục Gioan Đỗ Văn Ngân làm tổng đại diện Giáo phận Xuân Lộc.

## Giám mục

### Công bố và nghi thức tuyên hứa
Vào lúc 12 giờ Vatican, tức 17 giờ Việt Nam ngày 2 tháng 5 năm 2017, Tòa Thánh loan tin Giáo hoàng Phanxicô bổ nhiệm linh mục Gioan Đỗ Văn Ngân, Tổng đại diện Giáo phận Xuân Lộc, làm giám mục phụ tá giáo phận này, với danh hiệu giám mục hiệu tòa Buleliana. Giám mục Gioan Đỗ Văn Ngân cùng với giám mục chính tòa Giuse Đinh Đức Đạo quản lý giáo phận có số giáo dân đông nhất Việt Nam với 961.186 người thuộc 248 giáo xứ, 411 linh mục giáo phận và 151 linh mục dòng, 257 đại chủng sinh và 1.742 nữ tu.
Trước khi được truyền chức, vào tối ngày 31 tháng 5 năm 2017, Giám mục tân cử Gioan Đỗ Văn Ngân đã thực hiện nghi thức tuyên xưng đức tin và tuyên thệ trung thành tại Quảng trường Đại chủng Viện Thánh Giuse Xuân Lộc.

### Ý nghĩa khẩu hiệu và huy hiệu

Huy hiệu thời làm giám mục phụ tá của giám mục Đỗ Văn Ngân

Đỗ Văn Ngân chọn khẩu hiệu giám mục của mình là In sinu Jesu ("Tựa vào lòng Chúa Giêsu"). Về huy hiệu, ở giữa có một trái tim lớn tượng trưng cho trái tim của Thiên Chúa. Vòng tròn ngoài tượng trưng cho Trời để diễn tả sự bao trùm lớn lao; hình vuông tượng trưng cho Đất, mở ra với bốn hướng để diễn tả sự rộng lớn. Vòng tròn Thánh Thể tượng trưng cho Chúa Giêsu từ "Trời" nhập vào "Đất" (ám chỉ đến sự kiện giáng sinh) được nối kết với thánh giá và dòng nước nhằm nói lên mầu nhiệm Kitô giáo về cái chết của Chúa Giêsu. Hình ảnh ba khuôn mặt là biểu tượng cho ba nhân vật Chúa Cha, Chúa Giêsu và Gioan Tông đồ, diễn tả tâm niệm đời giám mục của tân giám mục là mong muốn "tựa vào lòng Chúa Giêsu" như Thánh Gioan.

### Lễ tấn phong và tạ ơn
Thánh lễ tấn phong cho Tân giám mục Đỗ Văn Ngân được tổ chức vào sáng ngày 1 tháng 6 năm 2017 tại khuôn viên Đại chủng viện Thánh Giuse Xuân Lộc. Chủ phong là Giám mục Giáo phận Xuân Lộc Giuse Đinh Đức Đạo, hai giám mục phụ phong gồm Giám mục Giáo phận Phát Diệm Giuse Nguyễn Năng và Giám mục Giáo phận Bùi Chu Tôma Aquinô Vũ Đình Hiệu. Trước đó một ngày, lễ tấn phong cho Tân giám mục Đa Minh Nguyễn Văn Mạnh đã được tổ chức; cả hai tân giám mục đều là người gốc Phát Diệm và cùng có chung Giám mục phụ phong Giuse Nguyễn Năng.
Đoàn đồng tế gồm có Tổng giám mục Leopoldo Girelli (đại diện Tòa Thánh không thường trú tại Việt Nam), Tổng giám mục Huế Giuse Nguyễn Chí Linh (Chủ tịch Hội đồng Giám mục Việt Nam), Hồng y Tổng giám mục Hà Nội Phêrô Nguyễn Văn Nhơn, Tổng giám mục Thành phố Hồ Chí Minh Phaolô Bùi Văn Đọc cùng giám mục từ các giáo phận. Thánh lễ có sự hiện diện của bề trên các dòng tu, tu sĩ nam nữ, tổng đại diện của một số giáo phận, các viện phụ, đức ông, người thân linh tộc và huyết tộc của Giám mục Ngân cùng khoảng 9.000 tín hữu đại diện cho các giáo xứ trên khắp giáo phận.
Một ngày sau vào ngày 2 tháng 6 cùng năm, ông cử hành thánh lễ tạ ơn đầu tiên từ khi trở thành giám mục tại giáo xứ Kim Thượng. Lễ có sự hiện diện của Đa Minh Nguyễn Chu Trinh với vai trò đồng tế và giáo dân trong cũng như ngoài giáo hạt. Sau đó vào sáng ngày 3 tháng 6, ông cử hành thánh lễ tạ ơn tại Nhà thờ chính tòa Xuân Lộc.

### Mục vụ

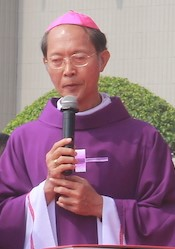
Giám mục Ngân tại tang lễ của Phanxicô Xaviê Nguyễn Văn Sang, nguyên giám mục Thái Bình, năm 2017

Ngày 19 tháng 7 năm 2017, Thứ trưởng Bộ Lao động - Thương binh và Xã hội Doãn Mậu Diệp ký quyết định cho phép nâng cấp Trường Trung cấp nghề Hòa Bình lên Trường Cao đẳng Hòa Bình Xuân Lộc. Trong buổi lễ công bố thành lập diễn ra vào chiều ngày 1 tháng 9 năm 2017, trong cương vị chủ tịch, Giám mục Gioan Ngân thay mặt toàn thể giáo phận cách riêng là nhà trường để chào mừng và cảm ơn chính quyền và những người đã có công giúp trường được nâng từ trung cấp lên cao đẳng.
Giám mục Đỗ Văn Ngân được bầu chọn bổ sung làm Chủ tịch Ủy ban Giáo lý Đức Tin thuộc Hội đồng Giám mục Việt Nam trong kỳ họp thường niên lần I năm 2018 của Hội đồng Giám mục Việt Nam, sau cái chết đột ngột của Tổng giám mục Phaolô Bùi Văn Đọc. Ông đại diện cho Giáo hội Công giáo Việt Nam trong hội nghị giữa các Chủ tịch Ủy ban Giáo lý Đức Tin của Liên Hội đồng Giám mục Á châu với phái đoàn của Bộ Giáo lý Đức tin diễn ra từ ngày 15 đến ngày 18 tháng 1 năm 2019 tại Băng Cốc, Thái Lan.
Ngày 10 tháng 6 năm 2019 (cũng là dịp lễ Công giáo kính Đức Trinh Nữ Maria – Mẹ Hội Thánh), Chủ tịch Hội đồng Giám mục Việt Nam Giuse Nguyễn Chí Linh và Giám mục Ngân gửi một lá thư để lưu ý về đời sống đức tin của cộng đoàn giáo dân. Trong thư, cả hai lưu ý giáo dân tránh những thực hành mê tín dị đoan, lợi dụng lòng tin của tín hữu, không quá coi trọng đạo đức bình dân mà phải kết hợp với cử hành phụng vụ, không sử dụng và phổ biến tài liệu đi ngược lại với đức tin Kitô giáo,... Ngoài ra, họ cũng nói về vấn đề cầu nguyện và các nghi thức chữa lành: mọi tín hữu đều được cầu nguyện và xin ơn chữa lành nhưng phải được thừa tác viên có Chức Thánh hướng dẫn khi nó mang tính cộng đoàn, kinh nguyện phụng vụ xin ơn chữa lành phải cử hành theo đúng nghi thức Rôma, không được phép đưa nghi thức chữa lành vào thánh lễ hay sử dụng phương tiện truyền thông khi thực hành,... Các giám mục kết thúc bằng lời kêu gọi mọi người cầu nguyện với Thánh Maria.
Trong Đại hội Hội đồng Giám mục Việt Nam XIV diễn ra tại Trung tâm Mục vụ Giáo phận Hải Phòng vào cuối tháng 9 và đầu tháng 10 năm 2019, các giám mục Việt Nam từ 27 giáo phận chọn Đỗ Văn Ngân tiếp tục đảm trách vai trò Chủ tịch Ủy ban Giáo lý Đức Tin thuộc Hội đồng Giám mục Việt Nam trong nhiệm kỳ 2019–2022.

### Giám mục chính tòa Giáo phận Xuân Lộc
Chiều ngày 16 tháng 1 năm 2021, Đại diện Tòa Thánh không thường trú tại Việt Nam Marek Zalewski thông báo Giáo hoàng Phanxicô đã chấp thuận đơn từ nhiệm của Giám mục chính tòa Giáo phận Xuân Lộc Giuse Đinh Đức Đạo, đồng thời bổ nhiệm Giám mục phụ tá Gioan Đỗ Văn Ngân để thay thế, trở thành giám mục chính tòa thứ 6 của Giáo phận Xuân Lộc. Ông cử hành thánh lễ mở đầu sứ vụ mới vào ngày 3 tháng 3 năm 2021 tại nhà thờ chính tòa Xuân Lộc.
Trong kỳ Đại hội Hội đồng Giám mục Việt Nam XV từ ngày 3 đến ngày 7 tháng 10 năm 2022 tại Hà Nội, các giám mục Việt Nam tiếp tục chọn Giám mục Đỗ Văn Ngân đảm trách vai trò Chủ tịch Ủy ban Giáo lý Đức Tin thuộc Hội đồng Giám mục Việt Nam trong nhiệm kỳ 2022–2025.

## Nhận định
Tác giả Quốc Linh, một giáo dân gốc Xuân Lộc, viết trên trang web của Ủy ban Đoàn kết Công giáo Việt Nam sau khi nghe tin giáo phận có tân giám mục phụ tá:
| “ | [...] con vui vì hình ảnh một vị mục tử "cao hơn người khác một cái đầu" nhưng sẽ rất khiêm nhường, gần gũi và giản dị. Bởi trong cung cách, lời nói và hơn 60 năm trải nghiệm cuộc đời, qua bao sóng gió, con tin vị mục tử ấy sẽ đủ khôn khéo để biết "Tựa vào lòng Chúa Giêsu" trong chặng đường sắp tới, với nhiệm vụ dẫn dắt đoàn chiên của mình cùng với Đức cha chính Giuse Đinh Đức Đạo. | ” |

## Tông truyền
Giám mục Gioan Đỗ Văn Ngân được tấn phong giám mục năm 2017, dưới thời Giáo hoàng Phanxicô, bởi:
- Chủ phong: Giuse Đinh Đức Đạo, giám mục chính tòa Giáo phận Xuân Lộc
- Phụ phong: Giuse Nguyễn Năng, giám mục chính tòa Giáo phận Phát Diệm và Tôma Aquinô Vũ Đình Hiệu, giám mục chính tòa Giáo phận Bùi Chu

Dưới đây là sơ đồ tính Tông truyền từ giám mục Việt Nam đầu tiên được giám mục ngoại quốc chủ phong cho đến đời Giám mục Đỗ Văn Ngân.
Giám mục Gioan Đỗ Văn Ngân là giám mục Chủ phong cho giám mục:
- Năm 2024, giám mục Đa Minh Nguyễn Tuấn Anh, hiện là Giám mục phụ tá Giáo phận Xuân Lộc.